# Francis Bélanger
Pour les articles homonymes, voir Bélanger.
Francis Bélanger (né le 15 janvier 1978 à Bellefeuille, dans la province de Québec au Canada) est un joueur professionnel canadien de hockey sur glace.

## Carrière de joueur
Francis Bélanger a joué dans la Ligue de hockey junior majeur du Québec avec les Olympiques de Hull et l’Océanic de Rimouski.
À la séance de repêchage de 1998 de la Ligue nationale de hockey il fut repêché en 5e ronde (124e au total) par les Flyers de Philadelphie.
Après 2 saisons et demie dans cette organisation, il se joint à l’organisation des Canadiens de Montréal. Il évolue principalement avec les Citadelles de Québec, le club-école du Canadien, mais il réussit tout de même à jouer 10 matchs dans la LNH durant la saison 2000-2001, récoltant aucun point et 29 minutes de pénalité.
Par la suite il joue quelques matchs dans l'ECHL, avant de passer quelques saisons dans la United Hockey League.
Durant la saison 2005-2006, il revient au Québec pour évoluer avec le Mission de Sorel-Tracy de la Ligue Nord-Américaine de Hockey.
Le 25 octobre 2007, il signe avec le CIMT de Rivière-du-Loup de la défunte Ligue Centrale de Hockey (LCH-AAA).
Après 2 saisons d’absence, le 6 juillet 2010, il décide de revenir au jeu avec le GCI de Sorel-Tracy.
Le 25 octobre 2012, après une saison d'absence, il signe un contrat avec le HC Carvena de Sorel-Tracy.

## Statistiques
Pour les significations des abréviations, voir Statistiques du hockey sur glace.
| Saison    | Équipe                     | Ligue   |    | Saison régulière | Saison régulière | Saison régulière | Saison régulière | Saison régulière |    | Séries éliminatoires | Séries éliminatoires | Séries éliminatoires | Séries éliminatoires | Séries éliminatoires |
| Saison    | Équipe                     | Ligue   | PJ | B                | A                | Pts              | Pun              | PJ               | B  | A                    | Pts                  | Pun                  |                      |                      |
| 1995-1996 | Olympiques de Hull         | LHJMQ   | 1  | 0                | 0                | 0                | 0                | -                | -  | -                    | -                    | -                    |                      |                      |
| 1996-1997 | Olympiques de Hull         | LHJMQ   | 53 | 13               | 13               | 26               | 134              | 8                | 2  | 2                    | 4                    | 29                   |                      |                      |
| 1997-1998 | Olympiques de Hull         | LHJMQ   | 33 | 22               | 23               | 45               | 133              | -                | -  | -                    | -                    | -                    |                      |                      |
| 1997-1998 | Océanic de Rimouski        | LHJMQ   | 30 | 18               | 10               | 28               | 248              | 17               | 14 | 8                    | 22                   | 61                   |                      |                      |
| 1998-1999 | Phantoms de Philadelphie   | LAH     | 58 | 13               | 13               | 26               | 242              | 16               | 4  | 3                    | 7                    | 16                   |                      |                      |
| 1999-2000 | Titans de Trenton          | ECHL    | 9  | 1                | 1                | 2                | 29               | -                | -  | -                    | -                    | -                    |                      |                      |
| 1999-2000 | Phantoms de Philadelphie   | LAH     | 35 | 5                | 6                | 11               | 112              | -                | -  | -                    | -                    | -                    |                      |                      |
| 2000-2001 | Phantoms de Philadelphie   | LAH     | 13 | 1                | 3                | 4                | 32               | -                | -  | -                    | -                    | -                    |                      |                      |
| 2000-2001 | Citadelles de Québec       | LAH     | 22 | 15               | 4                | 19               | 101              | 9                | 2  | 5                    | 7                    | 20                   |                      |                      |
| 2000-2001 | Canadiens de Montréal      | LNH     | 10 | 0                | 0                | 0                | 29               | -                | -  | -                    | -                    | -                    |                      |                      |
| 2001-2002 | Citadelles de Québec       | LAH     | 69 | 15               | 26               | 41               | 165              | 3                | 1  | 1                    | 2                    | 0                    |                      |                      |
| 2002-2003 | Mighty Ducks de Cincinnati | LAH     | 40 | 4                | 10               | 14               | 50               | -                | -  | -                    | -                    | -                    |                      |                      |
| 2003-2004 | Checkers de Charlotte      | ECHL    | 5  | 2                | 1                | 3                | 25               | -                | -  | -                    | -                    | -                    |                      |                      |
| 2003-2004 | Prédateurs de Granby       | LHSPQ   | 42 | 17               | 16               | 33               | 179              | -                | -  | -                    | -                    | -                    |                      |                      |
| 2003-2004 | Riverdogs de Richmond      | UHL     | 17 | 11               | 13               | 24               | 47               | 4                | 1  | 1                    | 2                    | 32                   |                      |                      |
| 2004-2005 | Riverdogs de Richmond      | UHL     | 63 | 26               | 26               | 52               | 174              | -                | -  | -                    | -                    | -                    |                      |                      |
| 2004-2005 | Trashers de Danbury        | UHL     | 13 | 1                | 8                | 9                | 35               | 11               | 3  | 7                    | 10                   | 23                   |                      |                      |
| 2005-2006 | Trashers de Danbury        | UHL     | 4  | 2                | 3                | 5                | 37               | -                | -  | -                    | -                    | -                    |                      |                      |
| 2005-2006 | Mission de Sorel-Tracy     | LNAH    | 38 | 24               | 22               | 46               | 145              | 11               | 6  | 4                    | 10                   | 16                   |                      |                      |
| 2006-2007 | Mission de Sorel-Tracy     | LNAH    | 40 | 21               | 19               | 40               | 118              | 10               | 2  | 3                    | 5                    | 28                   |                      |                      |
| 2007-2008 | Mission de Sorel-Tracy     | LNAH    | 1  | 1                | 0                | 1                | 2                | -                | -  | -                    | -                    | -                    |                      |                      |
| 2007-2008 | CIMT de Rivière-du-Loup    | LCH-AAA | 27 | 22               | 19               | 41               | 99               | 10               | 5  | 7                    | 12                   | 41                   |                      |                      |
|           |                            |         |    |                  |                  |                  |                  |                  |    |                      |                      |                      |                      |                      |
| 2010-2011 | GCI de Sorel-Tracy         | LNAH    | 32 | 12               | 11               | 23               | 95               | 3                | 1  | 1                    | 2                    | 8                    |                      |                      |
|           |                            |         |    |                  |                  |                  |                  |                  |    |                      |                      |                      |                      |                      |
| 2012-2013 | HC Carvena de Sorel-Tracy  | LNAH    | 15 | 2                | 3                | 5                | 44               | -                | -  | -                    | -                    | -                    |                      |                      |

## Transactions en carrière
- Le 15 février 2001, signe avec les Canadiens de Montréal comme joueur autonome.

- Le 22 août 2002, signe avec les Mighty Ducks d'Anaheim comme joueur autonome.

- Le 11 septembre 2003, signe avec les Prédateurs de Granby comme joueur autonome.

- Le 25 octobre 2007, signe avec le CIMT de Rivière-du-Loup comme joueur autonome.

- Le 6 juillet 2010, signe avec le GCI de Sorel-Tracy comme joueur autonome.

- Le 25 octobre 2012, signe avec le HC Carvena de Sorel-Tracy.

## Trophées et honneurs personnels
- 1996-1997 : gagne la Coupe du président et la Coupe Memorial avec le Olympiques de Hull de la Ligue de hockey junior majeur du Québec.